# Friedrich August von Hanau
Friedrich August von Hanau, mit vollständigem Namen ab 1930 Friedrich August Prinz von Hanau Graf von Schaumburg, geboren als Graf Friedrich August von Schaumburg (* 14. April 1864, Wiesbaden; † 26. April 1940 in Brünn), war der vorehelich geborene älteste Sohn des Prinzen Friedrich Wilhelm von Hanau aus dessen Beziehung mit Ludovika Gloede, der späteren Gräfin von Schaumburg (* 6. Mai 1840 in Hamburg; † 20. April 1912 in München), die Friedrich Wilhelm von Hanau etwa zehn Jahre später heiratete. Als königlich bayerischer Kammerherr war er ein sehr hochrangiges Mitglied des königlich bayerischen Hofstaates und zudem Major à la suite der Königlich Bayerischen Armee.

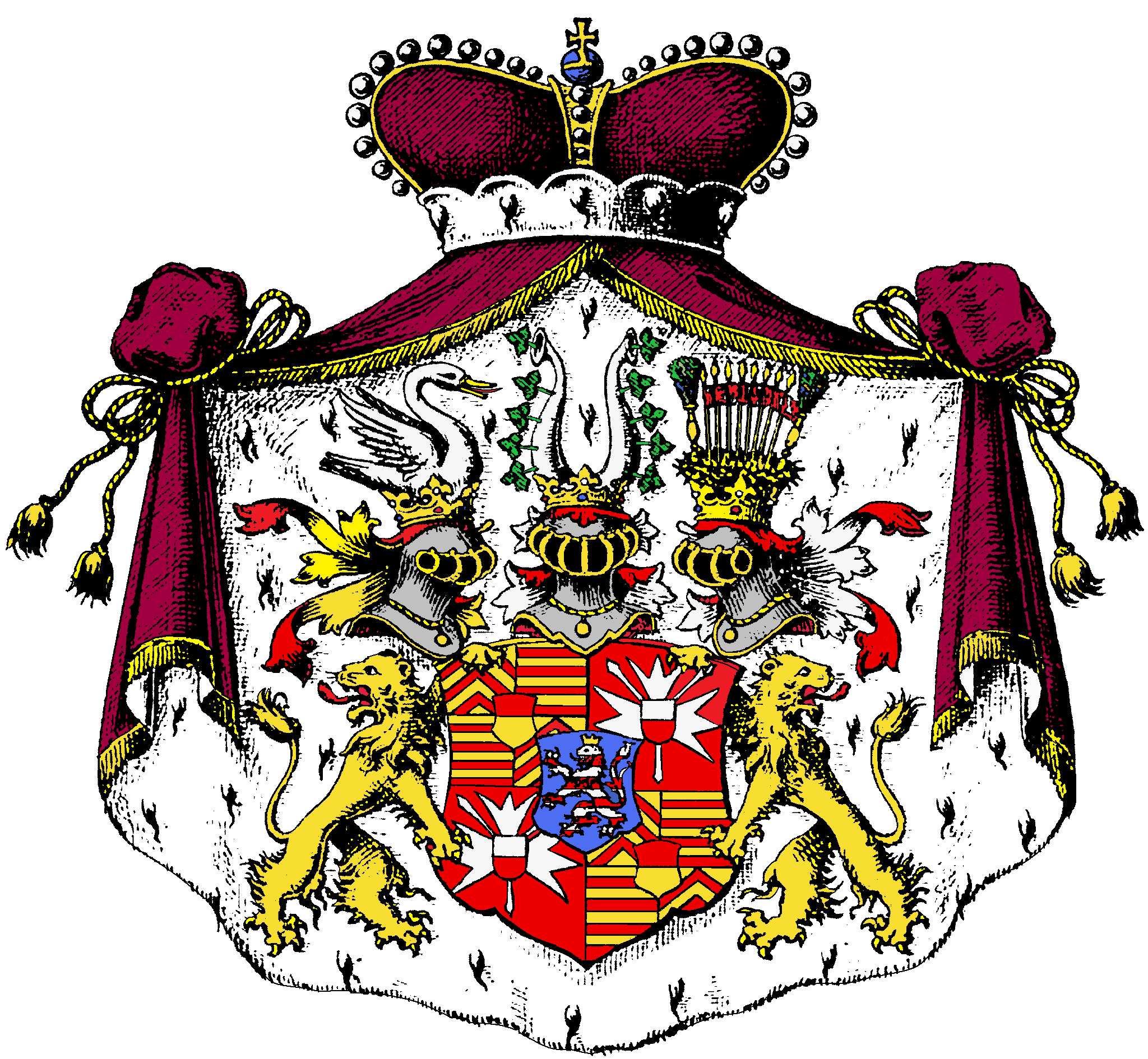
Das Wappen der Fürsten von Hanau, Grafen von Schaumburg

## Leben
Friedrich August von Hanau hatte einen jüngeren Bruder, Ludwig Cäcilius Felix, der 1872 geboren wurde und am 8. Januar 1940, knapp vier Monate vor Friedrich August, verstarb. Großvater der beiden war Friedrich Wilhelm I., der letzte Kurfürst von Hessen-Kassel aus dem Haus Hessen. Die Geschwister führten zunächst den Grafentitel und den Namen von Schaumburg, da der Großvater, seit 30. September 1831 mitregierender Kurprinz, am 10. Oktober 1831 seine Ehefrau Gertrude zuerst zur kurfürstlich-hessischen Gräfin von Schaumburg erhoben hatte, mit der Maßgabe, dass auch alle ihre Nachkommen im Mannesstamm kurfürstlich-hessische Grafen und Gräfinnen von Schaumburg seien, und zwar mit dem Prädikat Erlaucht.
Er besuchte das Evangelisch Stiftische Gymnasium Gütersloh, wo er 1886 auch die Reifeprüfung ablegte.

## Dynastische Bedeutung
Erst am 2. Juni 1853 war Friedrich Augusts Großmutter Gertrude in Kassel zur kurfürstlich-hessischen Fürstin von Hanau erhoben worden, ihre Kinder mit dem Kurfürsten und die Nachkommen der Söhne sollten hingegen den Titel Prinz bzw. Prinzessin von Hanau tragen. In Wien erfolgte am 6. März 1855 die österreichische Anerkennung der Großmutter Gertrude als Fürstin von Hanau und zu Hořowitz und ihrer Nachkommen mit dem Kurfürsten als Fürsten bzw. Fürstinnen von Hanau und zu Hořowitz. Vom hessischen Kurfürsten wurden diese Titel und Namen am 10. Juni 1862 bestätigt, mit dem Prädikat Durchlaucht, und zwar für Fürstin Gertrude und ihre Kinder mit ihm; für die Nachkommen der Söhne aber nur unter der Voraussetzung, dass sie aus standesgemäßer, das heißt hausgesetzmäßiger, Ehe stammten. Ihre Ehefrauen mussten also von Geburt mindestens gräflichen Standes sein, damit die Kinder die Titel und Namen Fürsten bzw. Fürstinnen von Hanau und zu Hořowitz tragen durften. Schließlich erfolgte am 20. Januar 1877 in Wien von Kaiser Franz Joseph I. die österreichische Anerkennung dieser kurfürstlichen Bestätigung vom 10. Juni 1862.
Da die Mutter von Friedrich August, Ludovika geb. Gloede dieser Heiratsregel nicht gerecht werden konnte, konnte man nur auf die kurhessische Grafenstandsverleihung von 1831 zurückgreifen und so wurden die Nachkommen des Prinzen Friedrich von Hanau mit seiner Frau im Königreich Bayern bei der Grafenklasse der Adelsmatrikel als Grafen von Schaumburg immatrikuliert, und zwar der 22-jährige Friedrich August am 3. April 1887 als Avantageur des 1. Jägerbataillon „König“ und sein Bruder Ludwig am 25. Juni 1888 als Gymnasiast in Schweinfurt.

### Rang in der königlich bayerischen Hofrangordnung
Als bayerischer Kammerherr (in Bayern wie in Österreich „Kämmerer“ genannt) bekleidete er einen sehr hohen Rang in der königlich bayerischen Hofrangordnung, im Rang dort mit der Generalität auf einer Stufe stehend, und war zudem Major à la suite der Bayerischen Armee, später Major a. D.

### Ausschluss vom hanauischen Fideikommiss
Der hessische Kurfürst hatte im Jahre 1852 das Schloss Hořovice für 2,5 Millionen Gulden vom stark verschuldeten Grafen Würben von Würbenthal erworben. Daraus hatte er für seine Nachkommen aus der morganatischen Ehe mit Fürstin Gertrude das Fideikommiss Hanau-Hořowitz errichtet, wozu auch eine bedeutende Bibliothek gehörte.
Graf Friedrich Augusts Vater, der älteste Sohn des Kurfürsten, Friedrich Wilhelm von Hanau, war aufgrund dessen erster Mesalliance im Jahr 1856 mit der Schauspielerin Auguste Birnbaum vom Fideikommiss ausgeschlossen worden. Darauf trat Friedrich Augusts Onkel Moritz in die Hanau-Hořowitzer Erbfolge ein. Moritz war der Lieblingssohn seines Vaters und wurde von dem präsumtiven Nachfolger in der Kurwürde, Wilhelm von Hessen-Kassel-Rumpenheim, als Konkurrent betrachtet, da hinsichtlich des Kurfürsten angenommen wurde, er wolle seinem nicht standesgemäßen Nachkommen doch noch zur Thronfolge verhelfen.

### Nachfolge im hanauischen Fideikommiss und Enteignung 1945

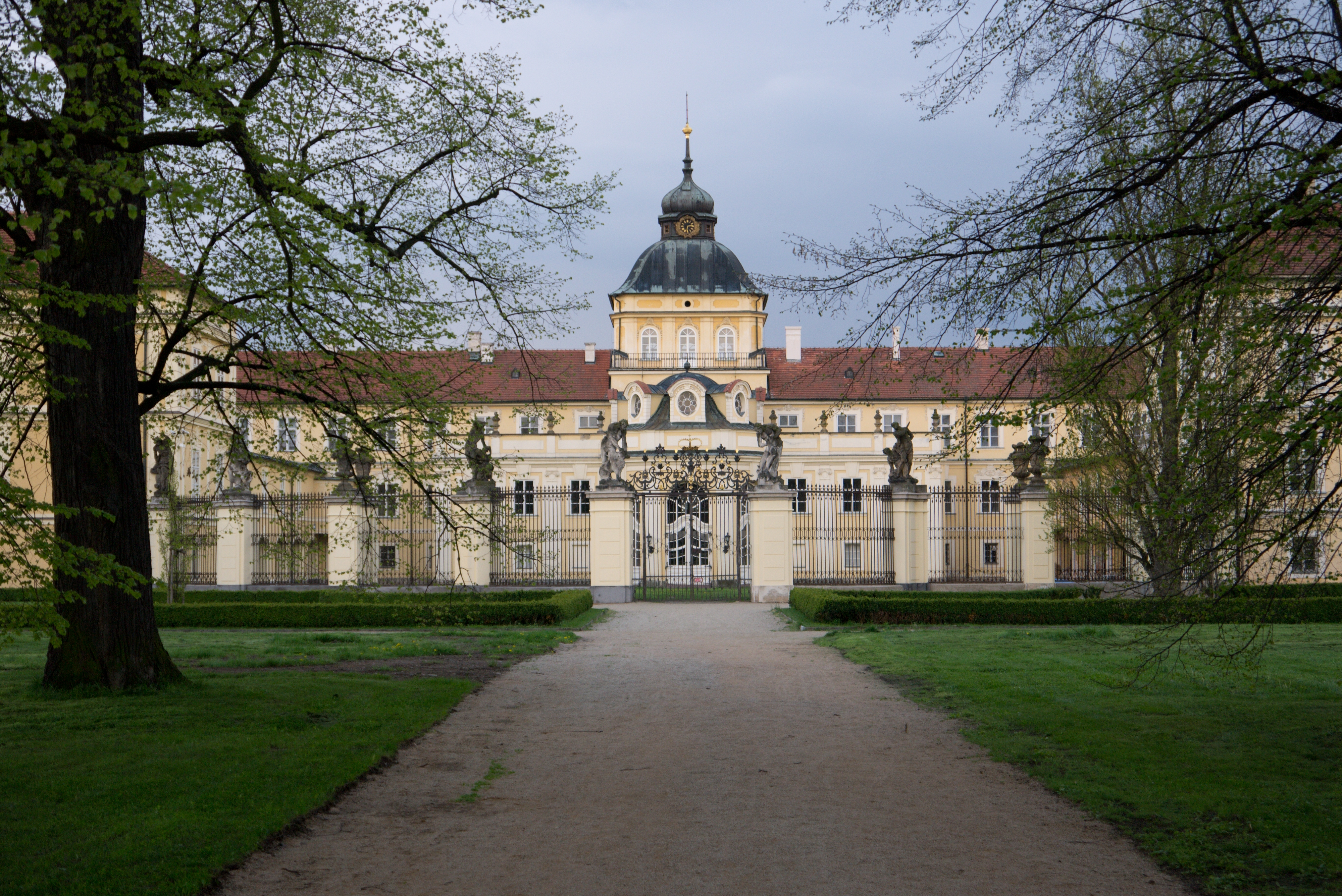
Schloss Hořovice

Nach dem Tod seines kinderlosen Onkels Heinrich I. von Hanau-Hořovice, des 4. Fürsten von Hanau, im Jahre 1917 beanspruchte er, der seit 1899 bis zur Scheidung 1922 mit Gräfin Hildegard Almásy de Zsadány et Török-Szent-Miklós (1879–1933), der Tochter des Malers und Magnaten Tasziló Almássy, verheiratet war, den vakant gewordenen Titel „Fürst von Hanau“ für seine Nachkommen. Sein Sohn Heinrich Graf von Schaumburg (1900–1971), verheiratet mit Maria Theresia Gräfin Fugger von Babenhausen, einer Tochter der Fürstin Eleonora Fugger von Babenhausen, folgte nach einem Erbschaftsprozess 1921 durch die Entscheidung des Zivillandgerichts in Prag seinem Großonkel, dem 4. Fürsten Heinrich, in das fürstlich Hanauische Familienfideikommiss nach und erhielt damit die Substitut-Herrschaften Hořowitz, Jinetz, Bezdietitz und das sehr große Schloss Hořovice. Dieser Zweig der Familie wohnte bis zur 1945 erfolgten Enteignung, die auch die Substitut-Herrschaften Hořowitz, Jinetz und Bezdietitz einschloss, im Barockschloss. Die bedeutende zum Schloss gehörige Bibliothek der Hanauer, die von Heinrich und dessen Frau aus dem Hause Fugger noch sehr bereichert worden war, kam nach dem Zweiten Weltkrieg unter die Verwaltung des Nationalmuseums in Prag. Heute befindet sie sich im Besitz des Denkmalamtes für Mittelböhmen (Památkový ústav Stredních Cech) in Prag.

### Name seit 1930
Friedrich August Graf von Schaumburg strengte für seine Familie in Bayern juristisch die Namensführung „Fürst von Hanau Graf von Schaumburg“ an. Die daraus resultierenden Urteile des Bayerischen Obersten Landesgerichts vom 4. Juni 1930 und des Landgerichts München vom 28. Mai 1931 ließen die Führung des Namens Fürst (Prinz) bzw. Fürstin (Prinzessin) von Hanau Graf bzw. Gräfin von Schaumburg zu. Auf Grund der vom Vater ererbten Rechte nach dem Erbschaftsprozess seit 1921 tatsächlicher Inhaber der hanauischen Fideikommissherrschaften, die vom 1917 verstorbenen 4. Fürsten Heinrich I. von Hanau-Hořovice ererbt wurden, hatte dem 1900 geborenen Heinrich der Fürstentitel zugestanden, den er nun als Namensbestandteil führen durfte. Aus diesem Anlass wurde 1932 sogar eine Denkschrift veröffentlicht: Denkschrift über den Anspruch des Heinrich Fürst von Hanau Graf von Schaumburg und seiner Linie auf den Adelstitel „Fürst von Hanau“ und auf Einreihung in die III. Abteilung des Hofkalenders des Gothaischen Genealogischen Taschenbuchs. Die Historische Kommission für Hessen führte ihr 1940 eingetretenes, förderndes Mitglied („Stifter“) im Mitgliederverzeichnis sogar noch mit dem Prädikat Seine Durchlaucht und einem Komma im Namen, das die beiden Namensbestandteile (vormaligen Titel) voneinander trennt und also zwei adlige Titel suggeriert.
Fälschlich wird die Familie auch von Hanau und Horowitz genannt.
Offenbar war dieser Primogeniturtitel als Namensbestandteil zu dieser Zeit noch möglich bzw. juristisch erstreitbar. Zwar hatte Artikel 109 der Weimarer Reichsverfassung von 1919 sämtliche Standesvorrechte aufgehoben und bestimmte: „Adelsbezeichnungen gelten nur als Teil des Namens und dürfen nicht mehr verliehen werden.“ Fortan seien, interpretierte das Reichsgericht die Verfassungsnorm, „bisher adlige Namen den bürgerlichen Namen in jeder Beziehung gleichzustellen, das bisherige Adelszeichen nicht anders als eine Silbe im Namen zu behandeln“.
Offen blieb nach der Weimarer Regelung, die als nichtverfassungsrechtliche Vorschrift auch in der Bundesrepublik fortgilt, welche Adelsbezeichnung für Primogenitur-Adel als Name zu gelten habe: die ranghöhere des primogenen Haus-Chefs oder die rangniedere seiner Geschwister.
Zwar hatte Preußen mit dem Adelsgesetz vom 23. Juni 1920 schon im Paragraphen 22 klar bestimmt: „Stand zur Zeit des Inkrafttretens der Reichsverfassung einem Familienangehörigen vor den anderen Familienangehörigen eine besondere Bezeichnung zu, so darf er diese Bezeichnung für seine Person … beibehalten.“ Ein primogen erworbener Titel gebührte demnach nur noch einem Adligen, der sein Namensvorrecht vor dem 14. August 1919 (Inkrafttreten der Weimarer Verfassung) ererbt hatte.
Aber Friedrich August Graf von Schaumburg war, ausweislich seiner Immatrikulation bei der bayerischen Grafenklasse im Jahre 1887, erstens bayerischer Staatsangehöriger und nicht Preuße, und zum anderen hatte er ja das Namensvorrecht noch 1917, also vor dem 14. August 1919 (Inkrafttreten der Weimarer Verfassung), ererbt, und zwar als der letzte Fürst von Hanau verstorben und er sein nächster Agnat war.
Das Reichsgericht wollte schließlich jeden Zweifel an der Rechtslage ausräumen, indem es entschied, das „beim Adel oft einzelnen Familienangehörigen, namentlich dem Familienoberhaupt“ zustehende Recht, „eine ihn vor den übrigen Familienangehörigen auszeichnende Bezeichnung, zum Beispiel als Fürst oder Graf, zu führen“, könne „nicht als Teil des Familiennamens gelten, weil der Familienname … sich auf alle Abkömmlinge des Namensträgers vererbe“.
Die Beurteilungslage war allerdings in den einzelnen Ländern der Weimarer Republik sehr verschieden. Diese Unterschiede waren durch verschiedene rechtsphilosophische Auseinandersetzungen begründet, die sich über die ganze Zeit der Weimarer Republik hinzogen. Einige Rechtstheoretiker sahen in einer Namensänderung mit ehemaligem Adelszeichen oder -titel einen Akt der faktischen Adelsverleihung, die gemäß der Reichsverfassung unzulässig sei.
Entsprechend der föderativen Gliederung der Länder im Deutschen Reich mit je eigenen Gesetzgebungsbefugnissen kam es zu unterschiedliche Entscheidungen. In Preußen, Hessen, Baden und im Saargebiet waren Namensänderungen mit historischen Adelsbezeichnungen möglich. Dahingegen verweigerten Hamburg, Bremen, Bayern, Württemberg und Sachsen die Namensnobilitierung durch Namensänderung; sie sahen in § 109 der Reichsverfassung eine Sperrklausel gegen solche Namensmodifikationen. Vor diesem Hintergrund ist die Namensmodifikation der Familie Graf von Schaumburg in Bayern ein herausgehobener Fall, da er als einzigartig gelten müsste.
Tatsächlich steht in Deutschland erst seit dem 1. März 1966 fest, als es das Bundesverwaltungsgericht dekretierte, dass nach der sogenannten Primogenitur kein Adelstitel mehr erworben werden kann. Ein rund 600 Jahre altes Adelsprivileg wurde damit erst 1966 in Deutschland abgeschafft. Hingegen, dessen ungeachtet, sind auch gegenwärtig noch Namensänderungen von Prinz auf Fürst möglich.

### Adelsrechtliche Anerkennung als Chef des Hauses Hanau
Friedrich August von Hanau war seit 12. Dezember 1932 in zweiter Ehe mit Ernestine (1894–1978) geb. Detzer, 1924 geschiedene Adam, verheiratet.
In Berlin erfolgte am 10. April 1938 für ihn und seine Familie die Aufnahme in die III. Abteilung des Gothaischen Hofkalenders, zugelassen laut Entscheidung der Abteilung für adelsrechtliche Fragen.
Die heute existierende Familie „Fürst von Hanau“ stammt von ihm und seiner ersten Frau ab. Sein Sohn Heinrich (1900–1971) wurde sogenannter 5. Fürst von Hanau, der Enkel Carl-Heinrich (1923–1998) 6. Fürst von Hanau und der Urenkel Philipp (* 1959) 7. Fürst von Hanau, der auch als Fürst von Hanau-Schaumburg firmiert, aber im Englischsprachigen auch „Fürst Philipp of Hanau and zu Horowitz“ genannt wird.

## Ehe und Nachkommen
Friedrich August war zweimal verheiratet. Seine erste Frau war Hildegard von Zsadány Gräfin Almasy. Sie hatten sechs Kinder:
- Friedrich Wilhelm Tassilo Ludwig Hubertus Heinrich von Hanau (1900–1971), 5. Fürst von Hanau, ⚭ 1. August 1921 auf dem Fuggerschloss Babenhausen Maria Theresia Gräfin Fugger von Babenhausen[23], Tochter des Fürsten Karl Georg Fugger von Babenhausen und der der Eleonora Fugger von Babenhausen geb. Hohenlohe-Bartenstein. Eine Schwiegertochter ist Maria Hanau-Strachwitz.
- Tassilo Karl Friedrich Wilhelm Antonius Hubertus von Hanau (1901–1932),
- Hildegard Marie Ludovika Mathilde Anna von Hanau (1903–1990),
- Elisabeth Ludovica Anna Huberta von Hanau (1904–1905),
- Agnes Hildegard von Hanau (1906–1906),
- Emmerentiana Philippina Ernestine Anna Marie von Hanau (1913–1986)

Am 12. Dezember 1932 heiratete Friedrich August in zweiter Ehe Ernestine Christine Detzer (1894–1978).

## Ahnentafel
| Ahnentafel Friedrich August von Hanau Schaumburg | | | | | | | | | |
| Urgroßeltern                                     | Kurfürst Wilhelm II. von Hessen (1777–1847) ⚭ 1797 Prinzessin Auguste von Preußen (1780–1841) | Kurfürst Wilhelm II. von Hessen (1777–1847) ⚭ 1797 Prinzessin Auguste von Preußen (1780–1841) | Gottfried Falkenstein (1766–1813), Weinhändler, Apotheker und Hausbesitzer in Bonn, Sohn des Nikolaus Falkenstein, Haus- und Weingutsbesitzer in Bonn, und der Anna Margarethe Hegs ⚭ vor 1803 Marie Magdalene Schultz (1778–1848) (⚭ II. Bonn 1815 Franz Otto Frings, Gutsbesitzer in Buschdorf), Tochter des Johann Ludwig Albert Schultz, Fassbinder in Warendorf, und der Anna Sophie Krupp aus Peppenhoven | Gottfried Falkenstein (1766–1813), Weinhändler, Apotheker und Hausbesitzer in Bonn, Sohn des Nikolaus Falkenstein, Haus- und Weingutsbesitzer in Bonn, und der Anna Margarethe Hegs ⚭ vor 1803 Marie Magdalene Schultz (1778–1848) (⚭ II. Bonn 1815 Franz Otto Frings, Gutsbesitzer in Buschdorf), Tochter des Johann Ludwig Albert Schultz, Fassbinder in Warendorf, und der Anna Sophie Krupp aus Peppenhoven | Johann Andreas Gloede ⚭ … Christine Bochat | Johann Andreas Gloede ⚭ … Christine Bochat | Nomen nominandum … Nomen nominandum | Nomen nominandum … Nomen nominandum | |
| Großeltern                                       | Kurfürst Friedrich Wilhelm I. von Hessen (1802–1875) ⚭ 1831 Gertrude Falkenstein (1803–1882), (⚭ I. Oedekoven 1822, Karl Michael Lehmann (1787–1882), Premierleutnant im 7. Ulanen-Regiment in Bonn, geschieden 1828) seit 1831 Gräfin von Schaumburg, seit 1853 Fürstin von Hanau                                                                                       | Kurfürst Friedrich Wilhelm I. von Hessen (1802–1875) ⚭ 1831 Gertrude Falkenstein (1803–1882), (⚭ I. Oedekoven 1822, Karl Michael Lehmann (1787–1882), Premierleutnant im 7. Ulanen-Regiment in Bonn, geschieden 1828) seit 1831 Gräfin von Schaumburg, seit 1853 Fürstin von Hanau                                                                                       | Kurfürst Friedrich Wilhelm I. von Hessen (1802–1875) ⚭ 1831 Gertrude Falkenstein (1803–1882), (⚭ I. Oedekoven 1822, Karl Michael Lehmann (1787–1882), Premierleutnant im 7. Ulanen-Regiment in Bonn, geschieden 1828) seit 1831 Gräfin von Schaumburg, seit 1853 Fürstin von Hanau | Kurfürst Friedrich Wilhelm I. von Hessen (1802–1875) ⚭ 1831 Gertrude Falkenstein (1803–1882), (⚭ I. Oedekoven 1822, Karl Michael Lehmann (1787–1882), Premierleutnant im 7. Ulanen-Regiment in Bonn, geschieden 1828) seit 1831 Gräfin von Schaumburg, seit 1853 Fürstin von Hanau | D. Dr. Friedrich Gottlob Christian Gloede (* 1804 in Pinnow), Pastor in Altenwalde ⚭ … Maria Dorothea Ludovika Goldbeck (* in Altona) | D. Dr. Friedrich Gottlob Christian Gloede (* 1804 in Pinnow), Pastor in Altenwalde ⚭ … Maria Dorothea Ludovika Goldbeck (* in Altona) | D. Dr. Friedrich Gottlob Christian Gloede (* 1804 in Pinnow), Pastor in Altenwalde ⚭ … Maria Dorothea Ludovika Goldbeck (* in Altona) | D. Dr. Friedrich Gottlob Christian Gloede (* 1804 in Pinnow), Pastor in Altenwalde ⚭ … Maria Dorothea Ludovika Goldbeck (* in Altona) | |
| Eltern                                           | Prinz Friedrich Wilhelm von Hanau (1832–1889) ältester Sohn des Kurfürsten ⚭ Wien 1875 Bertha Luise Ludovika Auguste Gloede (* 1840 in Hamburg – † 1912 in München), Schauspielerin, Gräfin von Schaumburg | Prinz Friedrich Wilhelm von Hanau (1832–1889) ältester Sohn des Kurfürsten ⚭ Wien 1875 Bertha Luise Ludovika Auguste Gloede (* 1840 in Hamburg – † 1912 in München), Schauspielerin, Gräfin von Schaumburg | Prinz Friedrich Wilhelm von Hanau (1832–1889) ältester Sohn des Kurfürsten ⚭ Wien 1875 Bertha Luise Ludovika Auguste Gloede (* 1840 in Hamburg – † 1912 in München), Schauspielerin, Gräfin von Schaumburg | Prinz Friedrich Wilhelm von Hanau (1832–1889) ältester Sohn des Kurfürsten ⚭ Wien 1875 Bertha Luise Ludovika Auguste Gloede (* 1840 in Hamburg – † 1912 in München), Schauspielerin, Gräfin von Schaumburg | Prinz Friedrich Wilhelm von Hanau (1832–1889) ältester Sohn des Kurfürsten ⚭ Wien 1875 Bertha Luise Ludovika Auguste Gloede (* 1840 in Hamburg – † 1912 in München), Schauspielerin, Gräfin von Schaumburg | Prinz Friedrich Wilhelm von Hanau (1832–1889) ältester Sohn des Kurfürsten ⚭ Wien 1875 Bertha Luise Ludovika Auguste Gloede (* 1840 in Hamburg – † 1912 in München), Schauspielerin, Gräfin von Schaumburg | Prinz Friedrich Wilhelm von Hanau (1832–1889) ältester Sohn des Kurfürsten ⚭ Wien 1875 Bertha Luise Ludovika Auguste Gloede (* 1840 in Hamburg – † 1912 in München), Schauspielerin, Gräfin von Schaumburg | Prinz Friedrich Wilhelm von Hanau (1832–1889) ältester Sohn des Kurfürsten ⚭ Wien 1875 Bertha Luise Ludovika Auguste Gloede (* 1840 in Hamburg – † 1912 in München), Schauspielerin, Gräfin von Schaumburg | |
| Proband                                          | Graf Friedrich August von Schaumburg (1864–1940), ältester Sohn des Prinzen von Hanau Nachname seit 1930: Prinz von Hanau Graf von Schaumburg ältester Sohn: Heinrich (1900–1971), Nachname seit 1930: Fürst von Hanau Graf von Schaumburg, bis zur Enteignung 1945 Herr der durch 1917 erfolgten Erbfall 1921 erhaltenen fürstlich hanauischen Fideikommissherrschaften | Graf Friedrich August von Schaumburg (1864–1940), ältester Sohn des Prinzen von Hanau Nachname seit 1930: Prinz von Hanau Graf von Schaumburg ältester Sohn: Heinrich (1900–1971), Nachname seit 1930: Fürst von Hanau Graf von Schaumburg, bis zur Enteignung 1945 Herr der durch 1917 erfolgten Erbfall 1921 erhaltenen fürstlich hanauischen Fideikommissherrschaften | Graf Friedrich August von Schaumburg (1864–1940), ältester Sohn des Prinzen von Hanau Nachname seit 1930: Prinz von Hanau Graf von Schaumburg ältester Sohn: Heinrich (1900–1971), Nachname seit 1930: Fürst von Hanau Graf von Schaumburg, bis zur Enteignung 1945 Herr der durch 1917 erfolgten Erbfall 1921 erhaltenen fürstlich hanauischen Fideikommissherrschaften                                        | Graf Friedrich August von Schaumburg (1864–1940), ältester Sohn des Prinzen von Hanau Nachname seit 1930: Prinz von Hanau Graf von Schaumburg ältester Sohn: Heinrich (1900–1971), Nachname seit 1930: Fürst von Hanau Graf von Schaumburg, bis zur Enteignung 1945 Herr der durch 1917 erfolgten Erbfall 1921 erhaltenen fürstlich hanauischen Fideikommissherrschaften                                        | Graf Friedrich August von Schaumburg (1864–1940), ältester Sohn des Prinzen von Hanau Nachname seit 1930: Prinz von Hanau Graf von Schaumburg ältester Sohn: Heinrich (1900–1971), Nachname seit 1930: Fürst von Hanau Graf von Schaumburg, bis zur Enteignung 1945 Herr der durch 1917 erfolgten Erbfall 1921 erhaltenen fürstlich hanauischen Fideikommissherrschaften | Graf Friedrich August von Schaumburg (1864–1940), ältester Sohn des Prinzen von Hanau Nachname seit 1930: Prinz von Hanau Graf von Schaumburg ältester Sohn: Heinrich (1900–1971), Nachname seit 1930: Fürst von Hanau Graf von Schaumburg, bis zur Enteignung 1945 Herr der durch 1917 erfolgten Erbfall 1921 erhaltenen fürstlich hanauischen Fideikommissherrschaften | Graf Friedrich August von Schaumburg (1864–1940), ältester Sohn des Prinzen von Hanau Nachname seit 1930: Prinz von Hanau Graf von Schaumburg ältester Sohn: Heinrich (1900–1971), Nachname seit 1930: Fürst von Hanau Graf von Schaumburg, bis zur Enteignung 1945 Herr der durch 1917 erfolgten Erbfall 1921 erhaltenen fürstlich hanauischen Fideikommissherrschaften | Graf Friedrich August von Schaumburg (1864–1940), ältester Sohn des Prinzen von Hanau Nachname seit 1930: Prinz von Hanau Graf von Schaumburg ältester Sohn: Heinrich (1900–1971), Nachname seit 1930: Fürst von Hanau Graf von Schaumburg, bis zur Enteignung 1945 Herr der durch 1917 erfolgten Erbfall 1921 erhaltenen fürstlich hanauischen Fideikommissherrschaften | Graf Friedrich August von Schaumburg (1864–1940), ältester Sohn des Prinzen von Hanau Nachname seit 1930: Prinz von Hanau Graf von Schaumburg ältester Sohn: Heinrich (1900–1971), Nachname seit 1930: Fürst von Hanau Graf von Schaumburg, bis zur Enteignung 1945 Herr der durch 1917 erfolgten Erbfall 1921 erhaltenen fürstlich hanauischen Fideikommissherrschaften |